# Турман, Аллен
Аллен Грэнберри Турман (англ. Allen Granberry Thurman; 13 ноября 1813 — 12 декабря 1895) — американский политик, представлявший 8-ой округ Огайо в Палате представителей США, судья Верховного суда Огайо и сенатор от этого штата. Турман был членом демократической партии и был выдвинут в вице-президенты США на выборах 1888 года вместе с кандидатом в президенты Гровером Кливлендом, но потерпел поражение.

## Биография
Аллен Турман родился 13 ноября 1813 года в семье Плезанта и Мэри Гренберри Аллен Турман в Линчберге в Виргинии и вместе с семьёй переехал в Чилликоте в 1819 году. Турман посещал академию в этом городе, после чего преподавал в школе и работал землемером в Виргинском военном округе и клерком на городской почте. В 1834 Турман был личным секретарём губернатора Огайо Роберта Лукаса. Турман изучал право под руководством своего дяди Уильяма Аллена и будущего судьи Верховного суда США Ноа Суэйна; в мае 1835 он был принял в коллегию адвокатов и создал юридическое партнёрство со своим дядей. Значительная часть практики была связана с земельными правами или правами на водопользование; в разрешении таких вопросов Турману попогал его опыт землемера.
В 1844 году Турман смог избраться в 29-й Конгресс США как демократ в округе, который считался оплотом вигов, но не стал баллотироваться на переизбрание в 1846 и вернулся к юридической практике. В 1851 году новая Конституция Огайо передала право избрания судей Верховного суда штата от законодательного собрания народу; Турман был избран и вступил в должность в 1852 году. Чтобы обеспечить чередование сроков полномочий, продолжительность первого срока каждого судьи определялась жеребьевкой (Турману выпал 4-летний срок). С 4 декабря 1854 по 9 февраля 1856 он занимал должность Председателя суда и не стал баллотироваться на переизбрание.
После завершения своей работы в Верховном суде Турман перенес свою практику в Колумбус. В 1867 году демократы Огайо номинировали его на пост губернатора, но он с небольшим перевесом проиграл будущему президенту Ратерфорду Хейсу. В том же году он был избран законодательным собранием Огайо в Сенат США. В 1874 году он был переизбран, но потерпел поражение в 1881 году. Президент Гарфилд назначил Турмана в американскую делегацию на Парижскую валютную конференцию 1881 года. В 1882 году Турман вошёл в состав комиссии, изучавшей разницу в тарифах на железных дорогах, соединяющих восток и запад США.
На национальных съездах Демократической партии 1880 и 1884 годов Турман был выдвинут кандидатом на пост президента в качестве кандидата — «любимого сына». В 1888 году съезд Демократической партии в Сент-Луисе выдвинул его кандидатом на пост вице-президента вместе с президентом Гровером Кливлендом. Кливленд и Турман потерпели поражение от Бенджамина Гаррисона. Турман умер 12 декабря 1895 года и был похоронен на кладбище Гринлон в Колумбусе рядом со своей женой.

## Личная жизнь
Турман и Мэри Андерсон Томпкинс поженились 14 ноября 1844 года в Чилликоте, у них было пятеро детей.

### Комментарии
1. ↑  Иногда встречается ошибочное написание Аллан (англ. Allan).